# Wohn- und Wirtschaftsgebäude Oberhammelwarder Straße 2
Das Wohn- und Wirtschaftsgebäude Oberhammelwarder Straße 2, Ecke Am Weserdeich, im niedersächsischen Elsfleth-Lienen, Bauerschaft Oberhammelwarden, direkt an der Weser, im Landkreis Wesermarsch, stammt vom Ende des 18. Jahrhunderts.

Aktuell (2023) wird es als Wohnhaus und wohl gewerblich genutzt.
Das Gebäude steht unter Denkmalschutz (siehe auch Liste der Baudenkmale in Elsfleth).

## Geschichte
Das eingeschossige giebelständige (zur Weser) niedrige Wohn- und Wirtschaftsgebäude als Zweiständer-Hallenhaus in Fachwerk mit Steinausfachungen, mit reetgedecktem auf Konsolen an beiden Giebeln vorkragendem Krüppelwalmdach, mit Niedersachsengiebeln und Uhlenloch sowie der Grooten Door mit Korbbogen stammt von 1795 (Inschrift früher über dem Tor). Der Wohnteil und die Traufseiten wurde am Ende des 19. Jahrhunderts in Backstein erneuert.

Das Gebäude steht auf einer Wurt.
Das Landesdenkmalamt befand: „… geschichtliche Bedeutung … als beispielhaftes Fachwerkhallenhaus des späten 18. Jhs.“